# Fabryka Samochodów Małolitrażowych
Fabryka Samochodów Małolitrażowych (FSM) byla polská státní automobilka působící v letech 1971 - 1993 v městech Bílsko-Bělá a Tychy.
FSM byla založena v roce 1971. První vyrobené auto bylo Syrena 105, která byla převzata z FSO. Syreny se v Bílsku-Bělé vyráběly až do roku 1983. Od začátku firmy se licenčně vyráběly i miniautomobily Fiaty 126 jako model 126p. Uvažovaná sériová výroba malých automobilů Fiat 127 nebyla pro nákladnost realizována (prodejní cena vycházela asi o třetinu výš, než u modelu 126p). Připravovanou výrobu modelu Fiat Panda, který byl délkou na půli mezi modely 126 a 127, nabízel však nejvíce vnitřního prostoru a přitom umožňoval i použití jednoduchého vzduchem chlazeného dvouválcového motoru 126p, začátkem 80. let 20. století znemožnilo vyhlášení stanného práva v Polsku a následný odklon Fiatu. Začal vývoj vlastního malého automobilu známého jako Beskid. Po rozpadu Východního bloku se polská strana zavázala ukončit přípravu výroby modelu Beskid a v roce 1991 začala s výrobou Fiatu Cinquecento.
Dne 28. května 1992 převzal Fiat 90 % akcií. O rok později došlo ke změně názvu na Fiat Auto Poland.
Součástí areálu je i vývojové centrum BOSMAL.

## Modely
- Syrena (1972 - 1983)
- Polski Fiat 126p (1972 - 1993)
- Fiat Cinquecento (1991 - 1998)

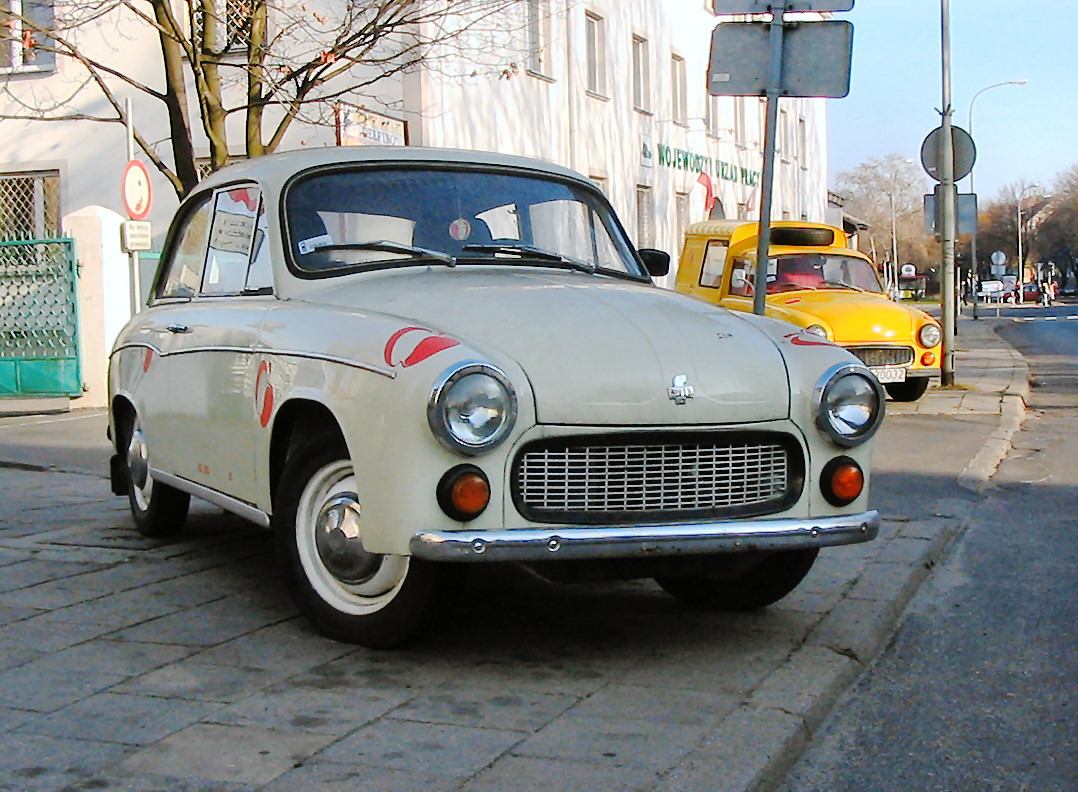
Syrena 105
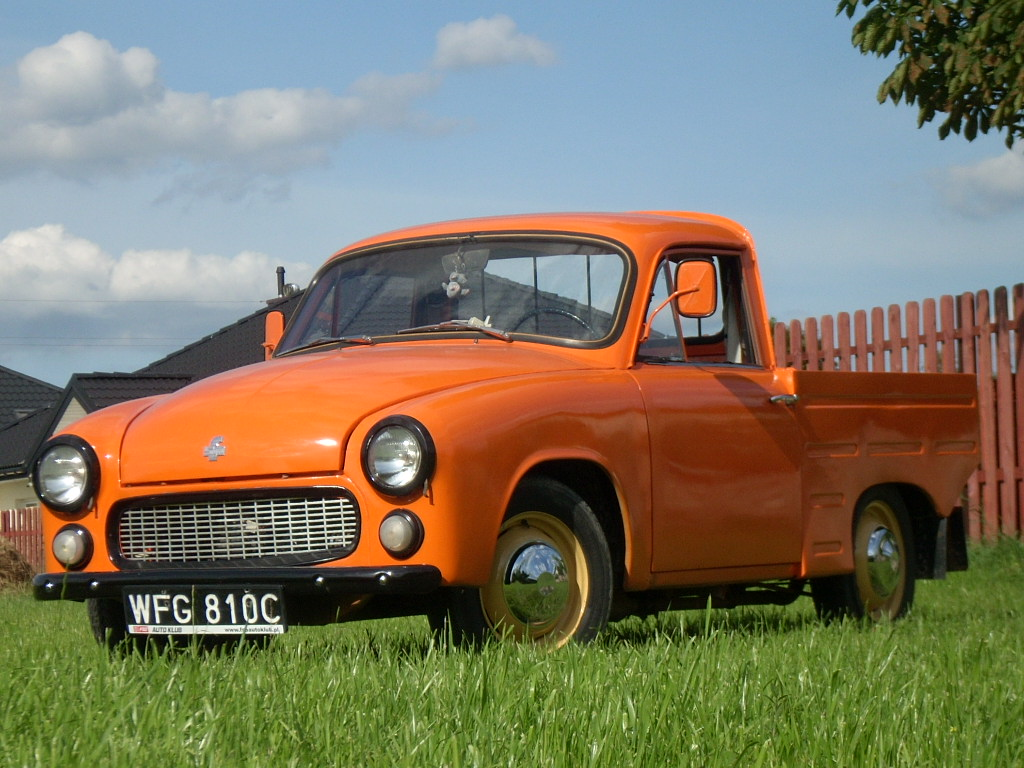
Syrena R20 - model navržený v FSM
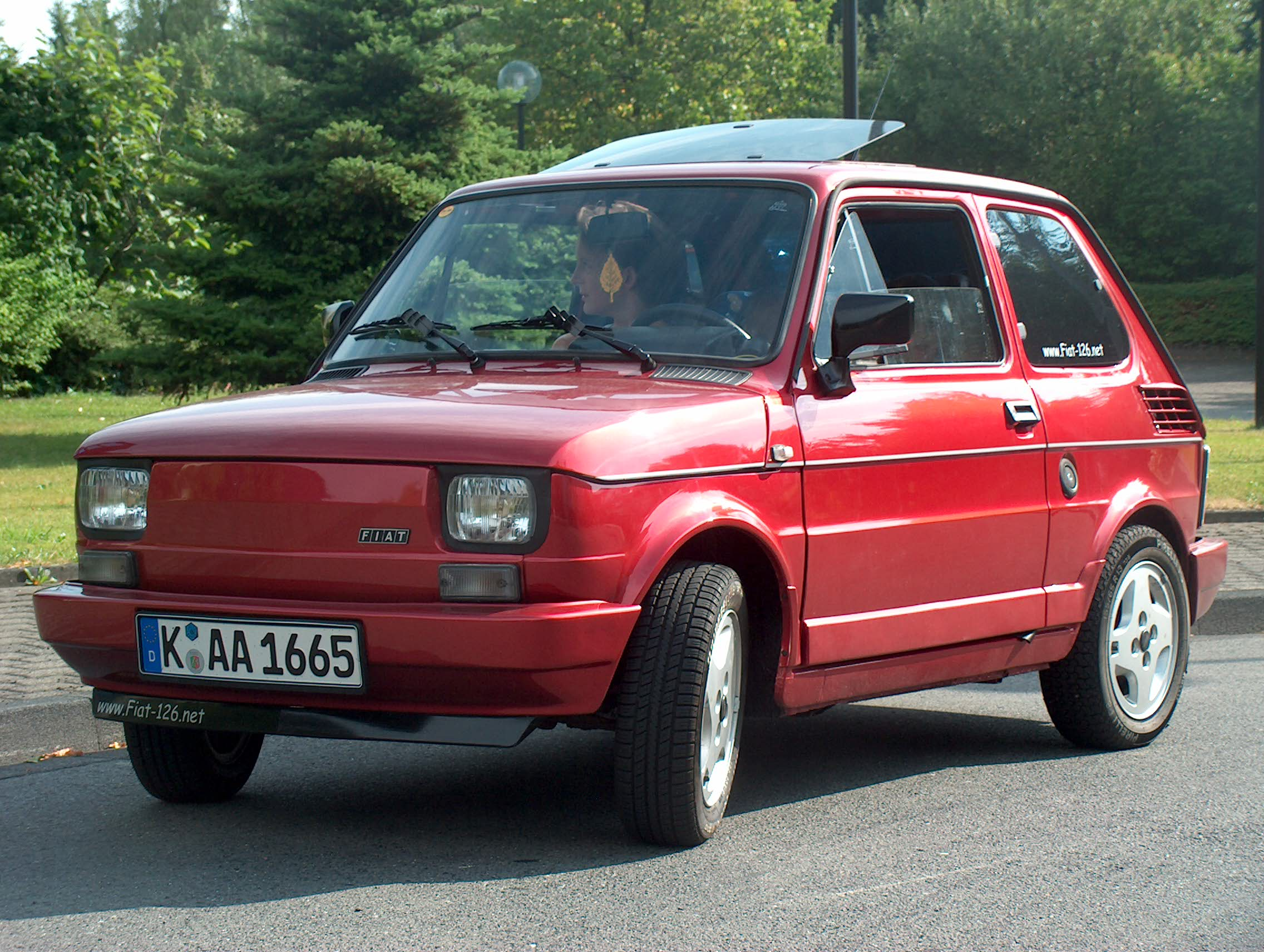
Polski Fiat 126p
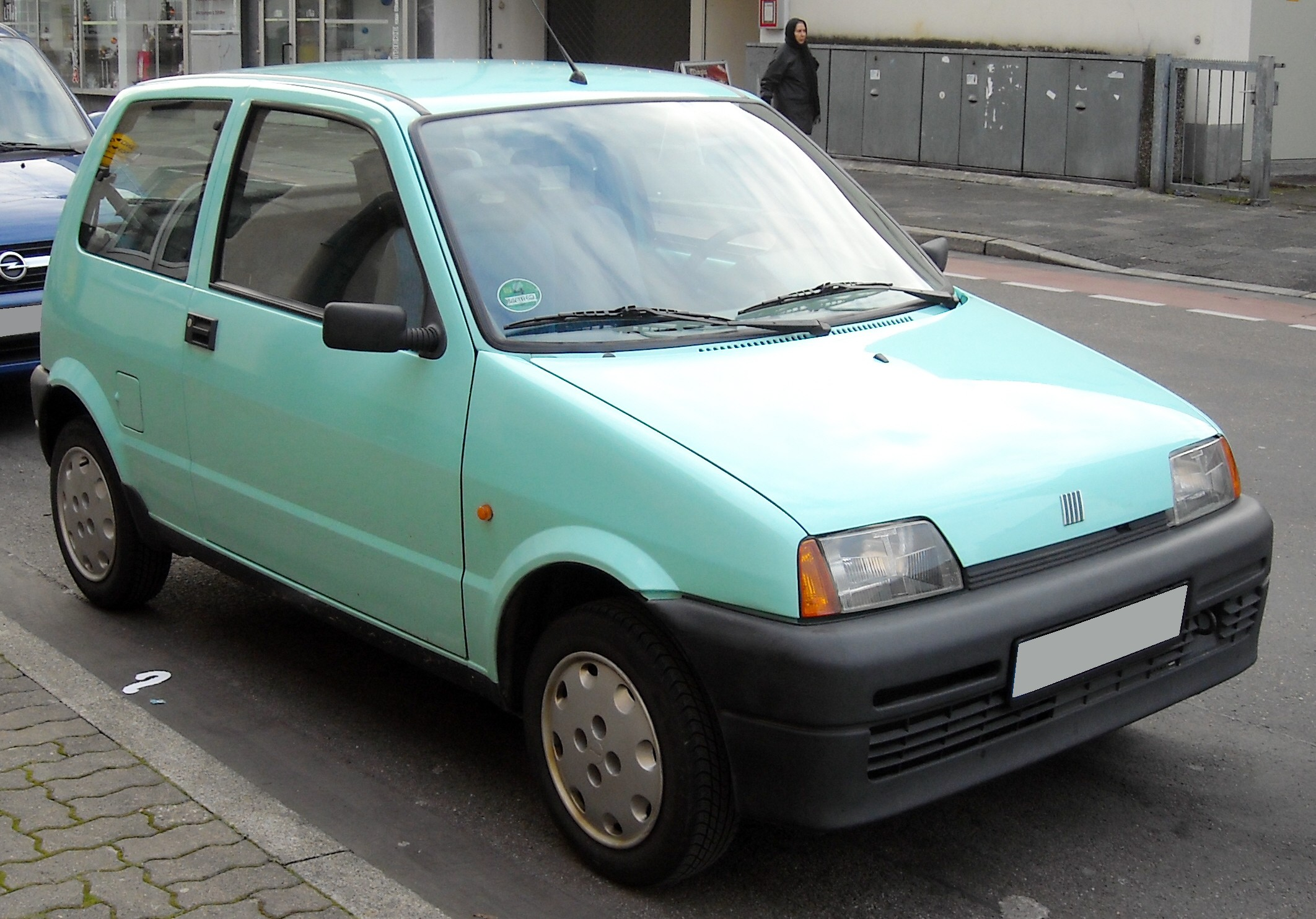
Fiat Cinquecento
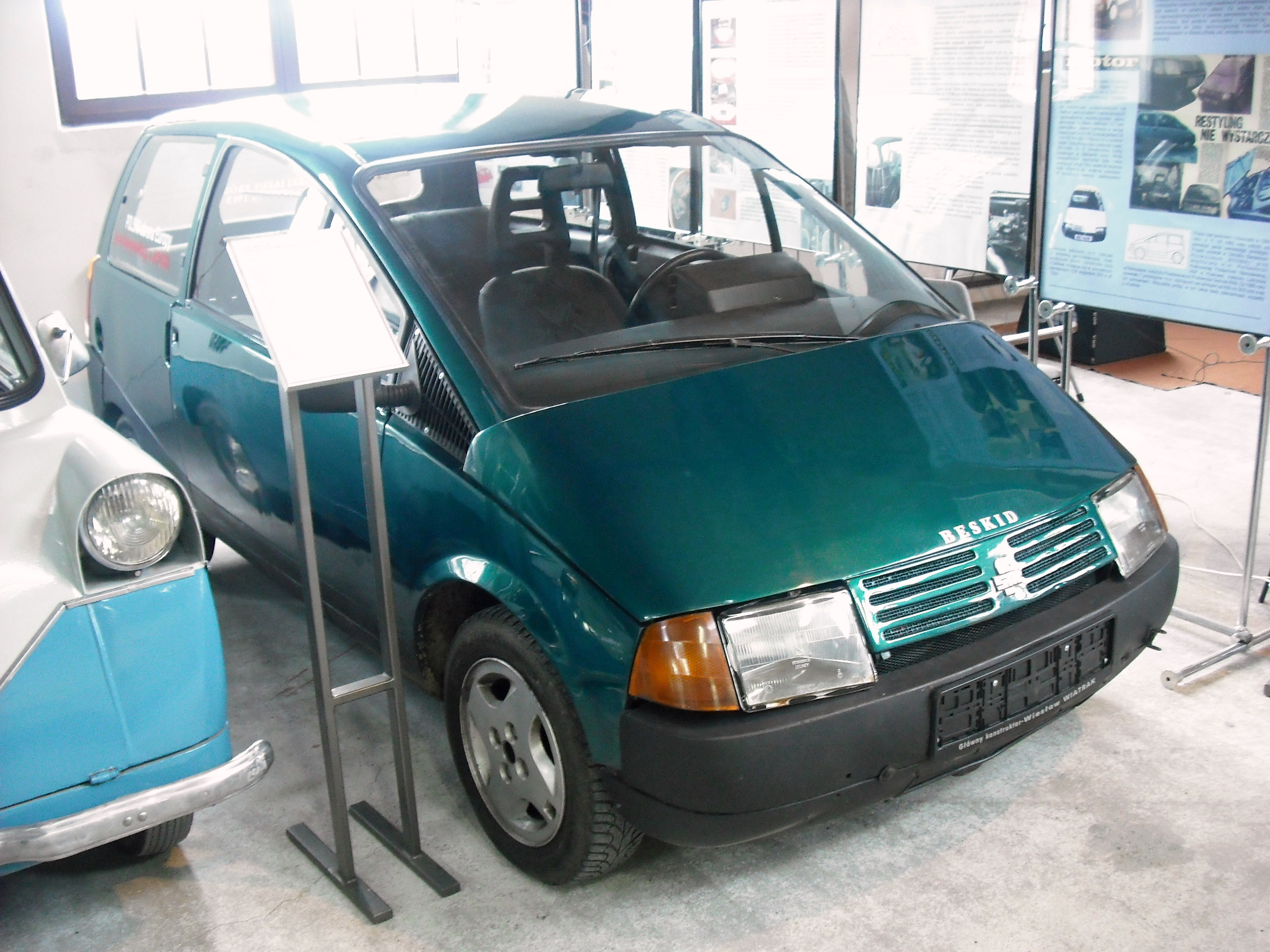
Beskid - prototyp